# Alex Ferreira
Alex Ferreira (ur. 14 sierpnia 1994 w Aspen) – amerykański narciarz dowolny, specjalizujący się w konkurencji halfpipe.
W Pucharze Świata zadebiutował 9 grudnia 2011 roku w Copper Mountain, zajmując 62. miejsce. Pierwsze punkty wywalczył 4 marca 2012 roku w Mammoth Mountain, gdzie był osiemnasty. Na podium zawodów PŚ po raz pierwszy stanął 12 marca 2015 roku w Tignes, zajmując trzecie miejsce w halfpipe'ie. W zawodach tych wyprzedzili go tylko Micheal Riddle z Kanady i kolejny reprezentant USA, David Wise. Najlepsze wyniki w Pucharze Świata osiągnął w sezonie 2017/2018, kiedy to w klasyfikacji generalnej zajął drugie miejsce, a w klasyfikacji halfpipe'u zdobył Małą Kryształową Kulę. Ponadto w sezonie 2021/2022 był drugi w klasyfikacji halfpipe'u.
W 2018 roku wywalczył srebrny medal podczas igrzysk olimpijskich w Pjongczangu. Na rozgrywanych cztery lata później igrzysk olimpijskich w Pekinie zajął trzecie miejsce. Jest pięciokrotnym medalistą zawodów X-Games rozgrywanych w amerykańskim Aspen. Zdobył dwa złote medale podczas Winter X Games 23 i Winter X Games 24, srebrny podczas Winter X Games 22 oraz dwa brązowe podczas Winter X Games 18 i Winter X Games 19. Wszystkie medale zdobył w konkurencji SuperPipe.

## Osiągnięcia

### Igrzyska olimpijskie
| Miejsce | Dzień     | Rok  | Miejscowość | Konkurencja | Zwycięzca     |
| ------- | --------- | ---- | ----------- | ----------- | ------------- |
| 2.      | 22 lutego | 2018 | Pjongczang  | Halfpipe    | David Wise    |
| 3.      | 19 lutego | 2022 | Pekin       | Halfpipe    | Nico Porteous |

### Mistrzostwa świata
| Miejsce | Dzień    | Rok  | Miejscowość | Konkurencja | Zwycięzca            |
| ------- | -------- | ---- | ----------- | ----------- | -------------------- |
| 8.      | 9 lutego | 2019 | Park City   | Halfpipe    | Aaron Blunck         |
| 4.      | 12 marca | 2021 | Aspen       | Halfpipe    | Nico Porteous        |
| 3.      | 4 marca  | 2023 | Bakuriani   | Halfpipe    | Brendan Mackay       |
| 3.      | 30 marca | 2025 | Engadyna    | Halfpipe    | Finley Melville Ives |

### Puchar Świata

#### Miejsca w klasyfikacji generalnej
- sezon 2011/2012: 184.
- sezon 2012/2013: 41.
- sezon 2013/2014: 43.
- sezon 2014/2015: 28.
- sezon 2015/2016: 41.
- sezon 2016/2017: 29.
- sezon 2017/2018: 2.
- sezon 2018/2019: 146.
- sezon 2019/2020: 109.

Od sezonu 2020/2021 klasyfikacja generalna została zastąpiona przez klasyfikację Park & Pipe (OPP), łączącą slopestyle, halfpipe oraz big air.
- sezon 2020/2021: 31.
- sezon 2021/2022: 5.
- sezon 2022/2023: 8.
- sezon 2023/2024: 1.
- sezon 2024/2025: 3.

#### Miejsca na podium w zawodach
1. Tignes – 12 marca 2015 (halfpipe) – 3. miejsce
2. Tignes – 6 marca 2017 (halfpipe) – 1. miejsce
3. Cardrona – 1 września 2017 (halfpipe) – 1. miejsce
4. Snowmass – 12 stycznia 2018 (halfpipe) – 2. miejsce
5. Mammoth Mountain – 19 stycznia 2018 (halfpipe) – 2. miejsce
6. Tignes – 22 marca 2018 (halfpipe) – 2. miejsce
7. Copper Mountain – 10 grudnia 2021 (halfpipe) – 1. miejsce
8. Calgary – 30 grudnia 2021 (halfpipe) – 2. miejsce
9. Calgary – 1 stycznia 2022 (halfpipe) – 2. miejsce
10. Calgary – 21 stycznia 2023 (halfpipe) – 1. miejsce
11. Secret Garden – 9 grudnia 2023 (halfpipe) – 1. miejsce
12. Copper Mountain – 15 grudnia 2023 (halfpipe) – 1. miejsce
13. Mammoth Mountain – 2 lutego 2024 (halfpipe) – 1. miejsce
14. Calgary – 15 lutego 2024 (halfpipe) – 1. miejsce
15. Calgary – 17 lutego 2024 (halfpipe) – 1. miejsce
16. Cardrona – 9 września 2024 (halfpipe) – 2. miejsce
17. Secret Garden – 7 grudnia 2024 (halfpipe) – 2. miejsce
18. Copper Mountain – 21 grudnia 2024 (halfpipe) – 1. miejsce
19. Aspen – 2 lutego 2025 (halfpipe) – 1. miejsce
20. Calgary – 15 lutego 2025 (halfpipe) – 3. miejsce